# アンゴラの国章
アンゴラの国章（アンゴラのこくしょう）は若い国家の近年の歴史を反映している。国章の制定に当たっては国旗のあり方からもわかるように、マルクス主義のモチーフが強く反映されている。
中央にはマチェーテと鍬があり、国家が独立した際の革命と、農民の重要さを表している。両方の紋章の上には、社会主義者の間にしばしばみられるように星が描かれている。星は進歩を象徴している。後方の昇る朝日は新たな出発の伝統的なシンボルである。これらのエンブレムは労働者を表す半歯車と、コーヒー産業を表すコーヒーの蔓で出来た円によって囲まれている。
下部の開かれた本は教育を象徴している。さらにその下の帯にはポルトガル語で「アンゴラ共和国」と書いてある。

## これまでの国章

1935年5月8日から1951年6月11日までのポルトガル領西アフリカの紋章。
1951年6月11日から1975年11月11日までのポルトガル領西アフリカの紋章。
1951年6月11日から1975年11月11日までの小紋章。
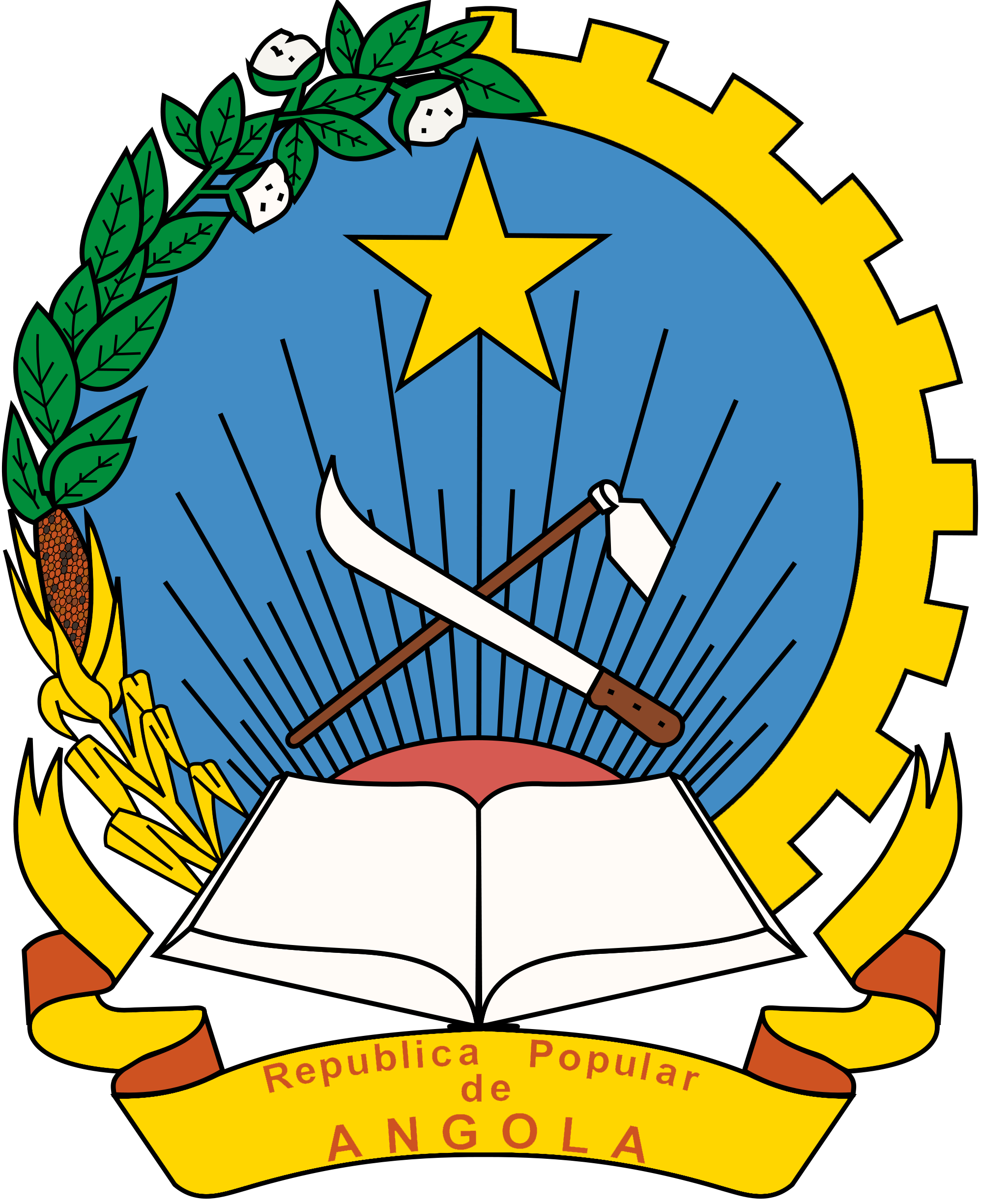
1975年から1992年までの紋章。